# Jan Klimeš (revolucionář)
Jan Klimeš (6. prosince 1874 Vídeň – po 1912 Sofie) byl český čalouník, obchodník, panslavista a revolucionář dlouhodobě žijící v Bulharsku, účastník makedonského povstání proti Osmanům a člen Bulharské makedonsko-edirnské revoluční organizace.

## Životopis

### Mládí
Narodil se ve Vídni v tehdejším Rakousku-Uhersku do rodiny tzv. vídeňských Čechů, ale brzy poté se jeho rodina přestěhovala do valašských Vizovic a v roce 1881 pak do Uherského Hradiště. Jeho otec zde byl úředníkem u okresního soudu. Zpočátku pak Jan pracoval jako čalounický mistr v továrně na nábytek v Budapešti.

### V Bulharsku
20. října 1902 přijel do bulharského hlavního města Sofie jako obchodní zástupce. Začal se setkávat s intelektuály s nacionalistickými a anarchistickými názory: seznámil se mj. s Borisem Sarafovem, Goce Delčevem, Hristem Tatarchevem a dalšími aktéry makedonského osvobozeneckého hnutí. V polovině ledna 1903 se prostřednictvím bulharského poslance Stojanova připojil k ozbrojené skupině Hrista Černopejeva, která vstoupila na území Makedonie s cílem zde podpořit makedonské povstání proti osmanské nadvládě. Podle vlastních výpovědí strávil u oddílu čtyři měsíce a mezitím si vedl poznámky o absolvovaných misích, zbraních a činnosti povstalců. Klimešova rota se mj. zúčastnila těžké bitvy u Havraní hory.

### V Praze
Okolo roku 1904 se vrátil do Rakouska-Uherska a usadil se v Praze. Zde v magazínu Illustrovaný svět a v deníku Národní politika publikoval na pokračování své vyprávění z účasti při povstání a řadu dalších materiálů týkajících se makedonského osvobozeneckého hnutí, aby podněcoval českou veřejnost k panslovanským myšlenkám. Jeho teze podroval ve svých článcích též novinář Václav Klofač, člen Říšské rady jakožto poslanec České strany národně sociální. Zároveň texty o působení v Makedonii publikovali také další čeští dobrovolníci, např. Antonín Vimola a František Král. V Praze se také sblížil se také s novinářem a spisovatelem Jaroslavem Haškem a zapojil se mj. do Haškova satirického politického uskuení Strany mírného pokroku v mezích zákona. Popisuje jej jako horlivého agitátora za boj za makedonskou nezávislost, který po Praze chodil též v povstalecké uniformě.

### Zpět v Bulharsku
Posléze znovu odešel do Bulharska, kde se 23. července 1908 oženil v Sofii s Boženou Irichosou, se kterou měli syna Miloslava. Otevřel si vlastní obchod s kůží, ale po balkánských válkách (1912–1913) byl jeho obchod ekonomicky zruinován. Po těchto událostech tíživou situaci neunesl a někdy po roce 1912 spáchal sebevraždu.